# Шайбенберг
Шайбенберг (нім. Scheibenberg) — місто в Німеччині, розташоване в землі Саксонія. Входить до складу району Рудні Гори. Складова частина об'єднання громад Шайбенберг-Шлеттау.
Площа — 9,01 км2. Населення становить 2054 ос. (станом на 31 грудня 2020).

## Галерея

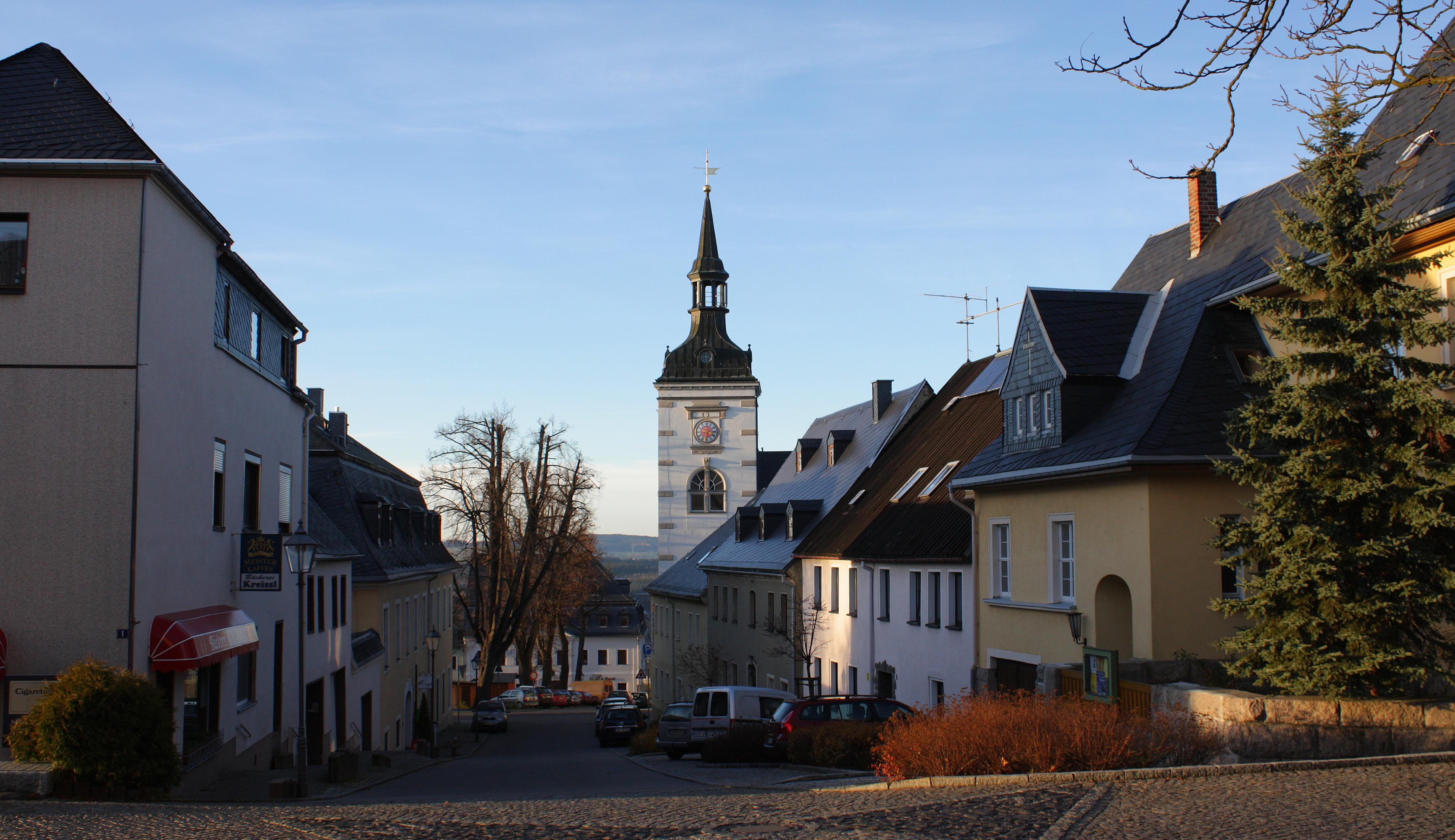
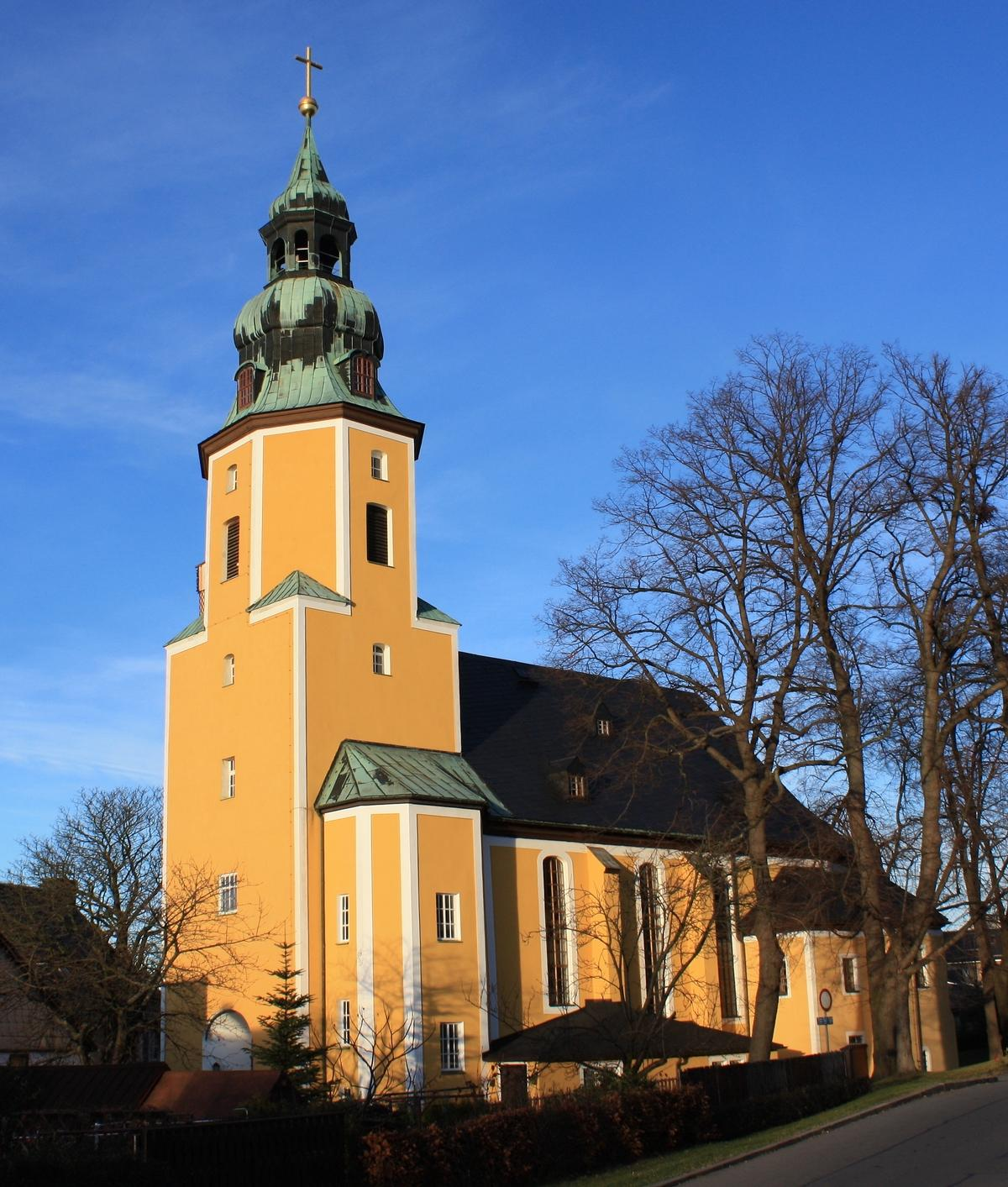
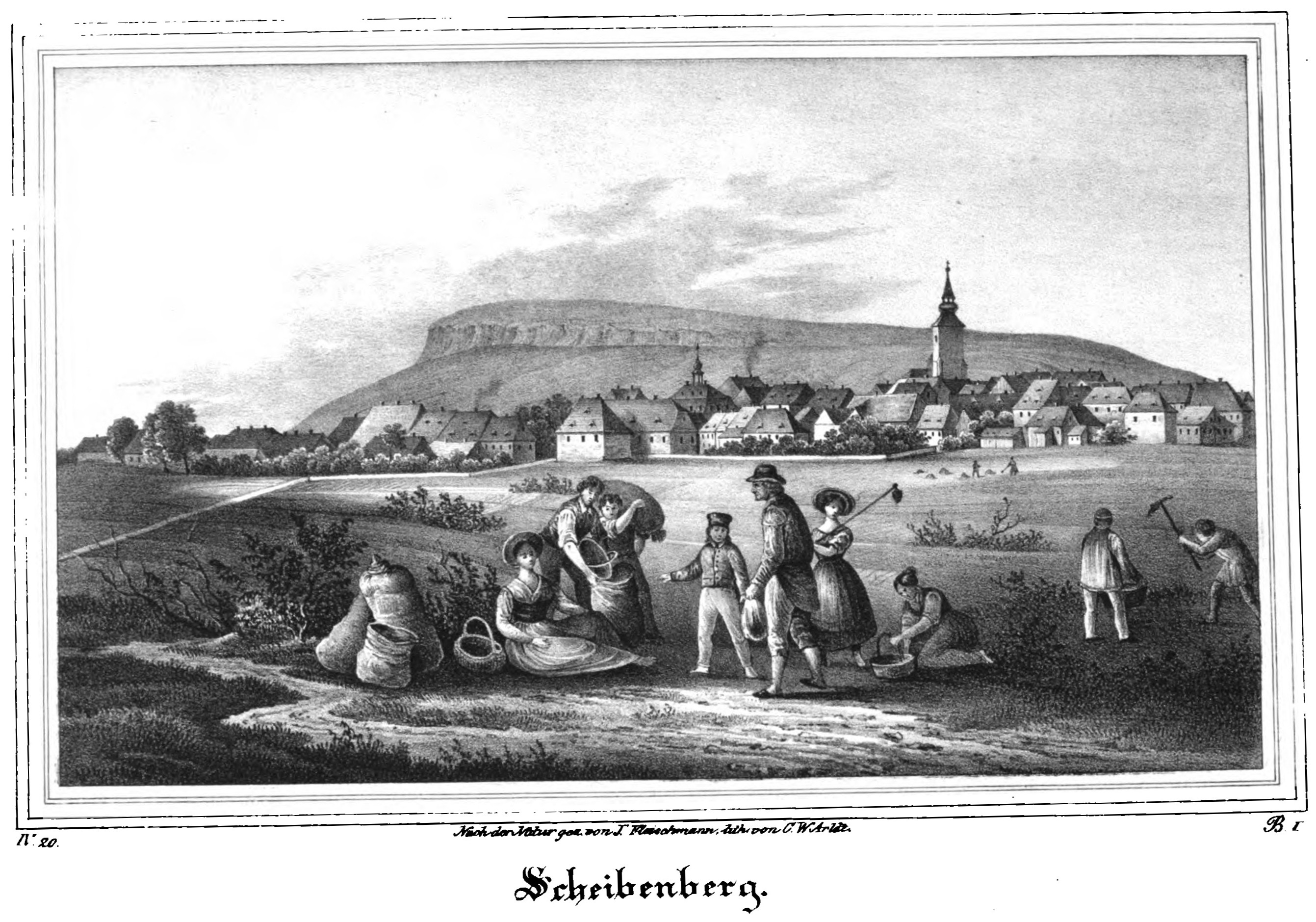
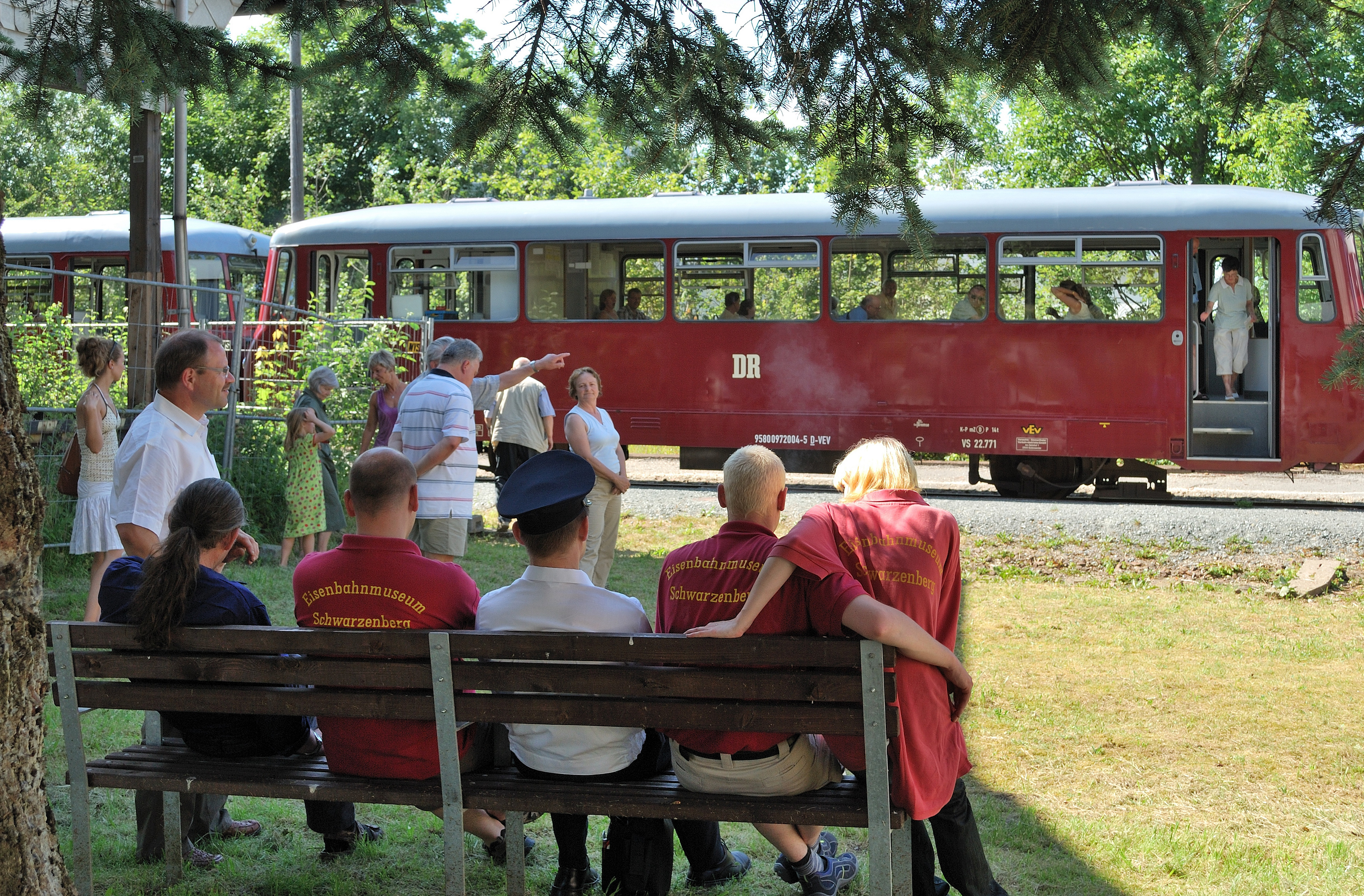